# Зиези
Зиези е легендарен родоначалник на прабългарите, сведения за когото има само в т. нар. Анонимен римски хронограф от 354 г. Според него той е син на библейския патриарх Сим, родоначалник на семитите и син на Ной. Името му е споменато във фразата „Ziezi ex quo vulgares“ („Зиези, от когото са българите“), която е първото известно споменаване на името „българи“. Текстът е част от списък със синовете на Сим и народите, които произлизат от тях.